# Reginald Arthur Smith
Pour les articles homonymes, voir Smith.
Reginald Arthur Smith est un essayiste britannique, connu comme l'auteur de Towards A Living Encyclopedia (Vers une encylopédie vivante) qui dès 1941 suggère des moyens de mettre en œuvre le projet de « cerveau mondial » formulé trois auparavant par  HG Wells.